# STS-82

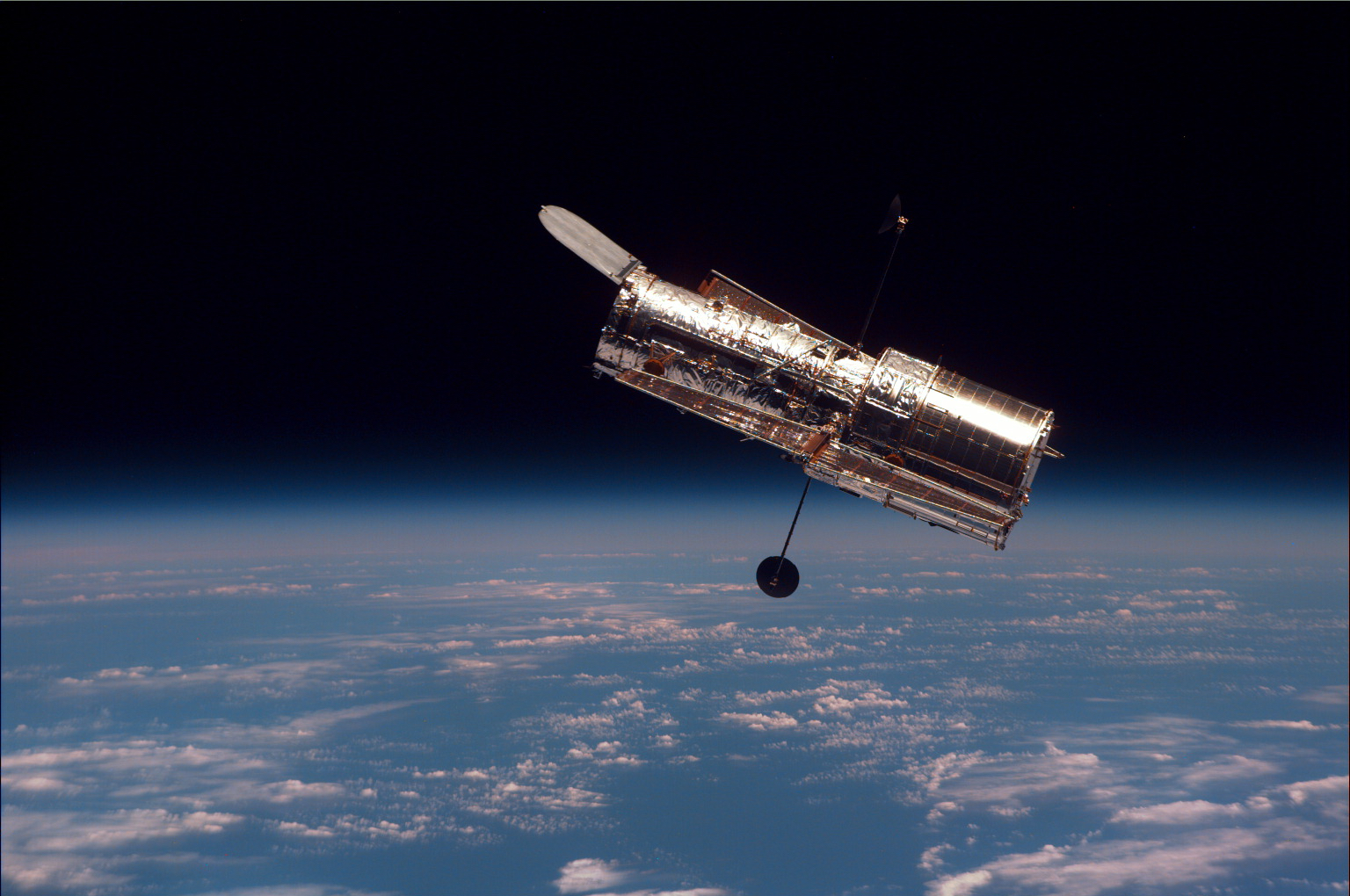
Fotografie Hubbleova vesmírného dalekohledu z přibližujícího se raketoplánu Discovery

STS-82 nebo HST SM-2 (Hubble Space Telescope Servicing Mission) byla mise amerického raketoplánu Discovery, v pořadí již druhá servisní mise k Hubbleovu vesmírnému dalekohledu. Během této mise proběhlo 5 výstupů do vesmíru (EVA), v jejichž průběhu členové posádky vyměnili některé části dalekohledu a nainstalovali nové. Dále během ukotvení dalekohledu v nákladovém prostoru raketoplánu došlo pomocí zážehu orbitálních motorů OMS ke zvýšení oběžné dráhy zhruba o 10 km.

## Posádka
- Kenneth Bowersox (4) – velitel
- Scott J. Horowitz (2) – pilot
- Joseph R. Tanner (2) – letový specialista 1
- Steven A. Hawley (4) – letový specialista 2
- Gregory Jordan Harbaugh (4) – letový specialista 3
- Mark C. Lee (4) – letový specialista 4
- Steven L. Smith (2) – letový specialista 5

V závorkách je uvedený dosavadní počet letů do vesmíru včetně této mise.

## Průběh letu
Start raketoplánu Discovery z rampy 39A na Kennedyho vesmírném středisku se uskutečnil 11. února 1997 v 03:55:17 místního (východoamerického) času (08:55:17 UTC). Odpočítávání proběhlo bez problémů, raketoplán odstartoval dokonce o jeden den dříve oproti plánu. Okamžitě po navedení na oběžnou dráhu ve výšce 557–580 km začal raketoplán stíhat dalekohled. Před očekávaným spojením raketoplánu s dalekohledem proběhla kontrola a příprava manipulátoru RMS a nářadí. Astronaut Hawley kamerou zkontroloval všechny zařízení umístěné v nákladovém prostoru. Během druhého letového dne se v kabině raketoplánu snižoval tlak jako součást příprav na výstup astronautů do otevřeného vesmíru.
Zachycení dalekohledu proběhlo 13. února. Teleskop byl již na zachycení připraven – měl zavřený kryt optiky a všechny jeho antény byly v bezpečnostní poloze. V čase 08:34 UT zachytil astronaut Hawley dalekohled manipulačním ramenem raketoplánu. Chvíli před 09:00 UT byl teleskop upevněn v nákladovém prostoru Discovery. Vzápětí Hawley provedl vizuální inspekci povrchu dalekohledu pomocí kamery na konci manipulátoru RMS.

### EVA-1
14. února v čase 04:35 UT zahájila dvojice astronautů Lee a Smith první výstup do otevřeného prostoru. Během první hodiny výstupu připravovali nářadí a na konec manipulátoru RMS instalovali úchytky na nohy. První úkol výstupu bylo nahradit původní spektrometr GHRS (Goddard High Resolution Spectrograph) za nový přístroj STIS (Space Telescope Imaging Spectrograph), který umožnil dalekohledu získávat 30krát víc údajů z 500krát širšího pásma frekvencí. Lee vlezl dovnitř dalekohledu, odpojil kabely od GHRS a s pomocí svého kolegy vytáhl GHRS ven. Po provizorním uložení GHRS v nákladovém prostoru Smith uvolnil STIS a zasunul ho do dalekohledu. Po skončení této operace se Lee vrátil do dalekohledu, zkontroloval usazení přístroje a připojil zbývající kabely. Následně GHRS uložili do kontejneru, ve kterém se vrátil na Zem. Úlohou druhé části výstupu byla výměna FOS (Faint Object Spectrograph) za NICMOS (Near Infrared Camera and Multi-Object Spectrometer). NICMOS nahradil původní kameru FOS. Skládal se ze tří kamer pro různé vlnové délky. Postup jeho montáže byl podobný jako výměna GHRS za STIS. Po otestovaní přístrojů povely ze Země byl přístrojový úsek uzavřen. Astronauti se vrátila do přechodové komory v čase 11:16 UT. Výstup trval 6 hodin 42 minut.

### EVA-2
Druhý výstup do otevřeného prostoru proběhl následující den. Absolvovala ho dvojice Harbaugh a Tanner. Oficiální začátek výstupu byl v 03:25 UT. V průběhu výstupu vyměnili nefunkční senzor FGS, magnetofon ESTR-2 a nainstalovali nové zařízení OCE-EK (Optical Control Electronics Enhancement Kit). Astronauti také objevili značné poškození fólií tepelné izolace, chránící některé díly dalekohledu, způsobené sedmiročním pobytem ve vesmíru. V průběhu výstupu se dvacetiminutovým zážehem motorů OMS zvýšila dráha raketoplánu a dalekohledu o 3,3 km. Výstup byl zakončen v 10:52 UT a trval 7 hodin 27 minut.

### EVA-3
Šestý letový den proběhl třetí výstup do kosmu, který absolvovala dvojice Lee a Smith. Během výstupu vyměnili DIU-2 (Data Interface Unit-2 (DIU-2)) – blok datového rozhraní pro přenos údajů mezi vědeckými přístroji a služební částí observatoře. Kromě toho nahradili jeden magnetofon ESTR (Engineering/Science Tape Recorder) polovodičovým SSR (Solid State Recorder), jenž má desetkrát větší kapacitu. Nakonec ještě vyměnili jeden ze čtyřech stabilizačních setrvačníků RWA (Reaction Wheel Assembly). V průběhu výstupu byla opět zvýšena dráha dalekohledu. Výstup skončil v 10:04 UT po 7 hodinách a 11 minutách.

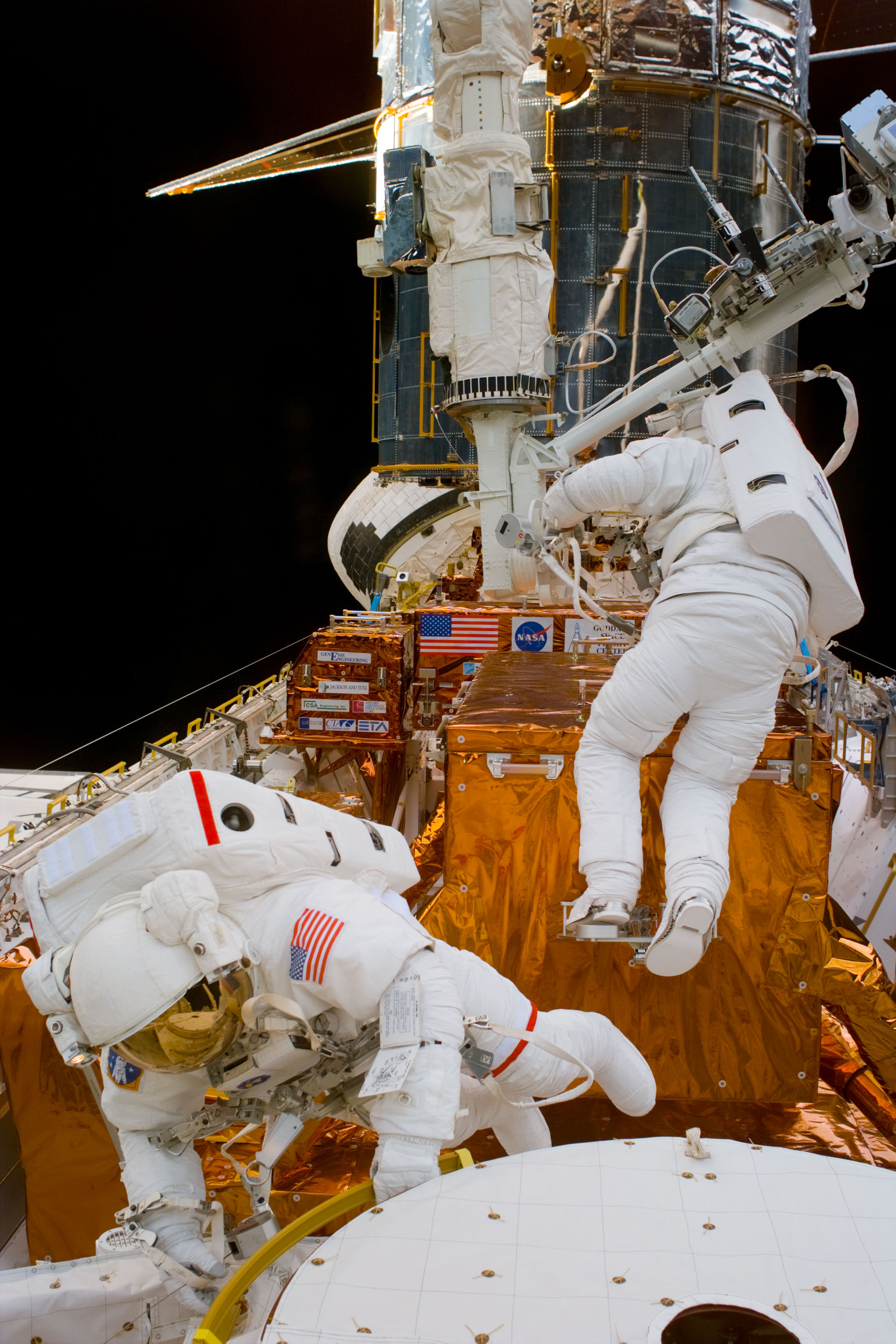
Lee a Smith během EVA

### EVA-4
17. února v 03:45 UT začal čtvrtý výstup do kosmu, který absolvovali Harbaugh a Tanner. Nejdříve vyměnili ovládání natáčení solárního panelu SADE (Solar Array Drive Electronics). Ten byl měněn již během první údržbářské misi. Potom se oba astronauti přesunuli ke špičce dalekohledu, kde nainstalovali nové ochranné vrstvy magnetometru MSS (Magnetic Sensing System). Tento přístroj slouží na hrubé určení orientace dalekohledu v magnetickém poli Země. V okolí stínidla také přikryli několikavrstvým materiálem část zničené tepelné izolace. Během jejich práce velitel a pilot připravovali další záplaty, které měly sloužit na opravu poškození nalezených v průběhu druhého výstupu. Výstup skončil v čase 10:19 UT.

### EVA-5
Poslední výstup do kosmu nebyl původně plánovaný, ale uskutečnil se po rozhodnutí řídicího střediska. Vědci se totiž obávali, že poškození objevené v tepelné izolaci dalekohledu může způsobit nežádoucí odrazy světla a především lokální přehřátí citlivých přístrojů. 18. února v 03:15 UT tedy Lee a Smith opět vystoupili do otevřeného prostoru. Na poškozená místa připevnili šest záplat vyrobených z kusu fólie, drátu, svorek, plastických provázků a padákových šňůr. Výstup skončil v čase 08:32 UT a trval 5 hodin a 17 minut. Na jeho konci se objevila falešná signalizace o poruše jednoho ze setrvačníků. Chyba však byla jen v signalizaci.
Po dalším zvýšení dráhy komplexu a úspěšném ukončení závěrečných kontrol mohl být Hubblův vesmírný dalekohled opět vypuštěn. Steve Hawley vyzdvihl dalekohled z nákladového prostoru a v čase 06:41 UT ho uvolnil z manipulátoru. Jeho dráha byla nyní zhruba o 10 km vyšší než před spojením s raketoplánem. Po úhybném manévru se Discovery od dalekohledu vzdálil. Během desátého letového dne (20. února) probíhaly přípravy na přistání a tradiční konference.

### Přistání
Raketoplán Discovery přistál v noci na dráze 15 Kennedyho vesmírného střediska. Šlo o deváté noční přistání raketoplánu na Floridě. Raketoplán dosedl hlavním podvozkem na dráhu v 08:32:26 UT.